# 김영열 좌명공신 교서 및 회맹록
김영열좌명공신교서및회맹록(金英烈佐命功臣敎書및會盟錄)은 대한민국 경상북도 예천군 예천읍에 있는 교서 및 회맹록이다. 1998년 4월 13일 경상북도의 유형문화재 제305호로 지정되었다.

## 개요
공신교서란 공이 있는 신하에게 나라에서 공신으로 명한다는 임명서를 말한다. 이 유물은 태종 1년(1401) 2월에 태종이 임금의 자리에 오르는데 공이 있는 인물 46명을 좌명공신으로 책봉한 후 개인에게 내린 공신교서와 공신을로 책봉한 후 역대의 3공신인 개국, 정사, 좌명의 공신들이 하늘에 맹세한 후 작성한 회맹록이다.
김영열(1370∼1421)이 좌명공신 3등에 책봉될 때 공신교서와 공신도감에서 발급하는 인정서인 녹권이 함께 발급되었는데 현재 녹권은 남아 있지 않고 교서만 남아있는 형편이다. 공신교서는 김영열, 이래, 윤목 등에게 내린 교서로 이의 내용은 이들 3인이 박포의 반란시에 공훈이 있는 사적을 간단히 기록한 후 양전 80결, 노비 8명 등을 하사한다고 되어있다.
이 회맹록은 현재 신천서원에서 소장하고 있는 필사본이다. 좌명공신 1등에 책봉된 하륜(1347∼1416)의 후손들이 소장하고 있었던 회맹록의 원본은 없어진 채『호정집』에 수록되어 있다. 양식은 동일한 것으로, 『호정집』의 경우 이것과 약간씩의 차이를 보이고 있다.

## 참고 자료
- 김영열좌명공신교서및회맹록 - 국가유산청 국가유산포털